# Balboa (Kasztília és León)
Balboa település Spanyolországban, León tartományban. Lakosainak száma 263 fő (2024).

## Földrajza
Balboa Villafranca del Bierzo, Trabadelo, Vega de Valcarce és Cervantes községekkel határos.

## Népesség
A település lakosságának változását az alábbi diagram mutatja:
| Lakosok száma | 451  | 409  | 417  | 406  | 357  | 337  | 318  | 290  | 271  | 263  |
|               | 2001 | 2004 | 2007 | 2009 | 2012 | 2014 | 2017 | 2019 | 2022 | 2024 |